# Hittisau
Hittisau es una localidad del distrito de Bregenz, en el estado de Vorarlberg, Austria. 
Hittisau es miembro del proyecto comunitario alemán-austriaco Naturpark Nagelfluhkette.

## Geografía
Se encuentra ubicada al norte del estado, cerca de la frontera con Alemania (estado de Baviera), de las montañas Arlberg que la separan del estado del Tirol, y del lago de Constanza.
Hittisau tiene una superficie de 46,65 km². Se encuentra en Bregenzerwald, en el oeste del país.

## Historia
En 1249, "Hittinsowe" fue reportado por primera vez en un documento. En 1754, Hittisau contaba con 1000 habitantes, en 1850 había 2087 Hittisauers. En 1908 llegó la electricidad al municipio. La compañía de agua fue construida en 1929. 

## Cultura
La iglesia parroquial Hl. Drei Könige fue construida entre 1843 y 1845. El artista Josef Bucher pintó el lienzo (de los tres reyes) para el altar mayor alrededor de 1850. Christian Moosbrugger contribuyó mucho a la escultura de la iglesia. El órgano fue construido en 1868 por el constructor de órganos de Rankweiler, Alois Schönach.
En 1977, se fundó Sennerei Hittisau (fábrica de queso Hittisau). La fábrica de queso se concentró principalmente en la producción de queso Emmental. Desde la adhesión a la UE en 1995, la producción se ha centrado en Hittisauer Bergkäse. Hoy, la fábrica de queso en Hittisau es una de las más grandes de Bregenzerwald con alrededor de 5 millones de kilogramos de leche entregados por año. Todavía produce queso en la forma tradicional de Vorarlberg. La fábrica de queso es parte de la KäseStraße Bregenzerwald. El Alpsennereimuseum, también ubicado en Hittisau, informa sobre la producción de queso alpino que ha estado ocurriendo durante siglos.
El Frauenmuseum (museo de la mujer) en Hittisau se inauguró en 2000 y está dedicado a los logros de las mujeres. Es el único museo en Austria cuyo objetivo es hacer visibles a las mujeres y documentar a las representantes femeninas del arte y la cultura.

## Población
Hittisau tiene una población estimada a principio del año 2018 de 2032 habitantes.